# 서쪽 나라의 건달

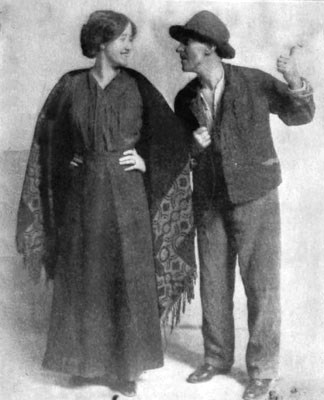
아일랜드의 배우 사라 올굿(Widow Quin 역)과 J. M. 케리건(Shawn Keogh 역). 1911년 보스턴.

《서쪽 나라의 건달》(The Playboy of the Western World, 1907년) 또는 서쪽 나라의 멋쟁이는 희극 3막으로, 존 밀링턴 싱의 작품이다. 아일랜드 시골 마을을 배경으로 한 코믹극이다. 부친 살해에 대한 내용으로 1907년 초연 당시 격렬한 항의에 부딪혔다. 아일랜드 사회에 대한 재치 있고 통찰력 있는 묘사를 인정받으며 현재는 아일랜드 고전 희곡으로 간주된다.
언쟁 끝에 부친을 때려 죽였다고 생각한 주인공 크리스토퍼 마혼은 벽촌에 숨어들어 마을사람들에게 무용담을 거짓도 섞어가며 말하여 여주인공 패긴을 비롯, 촌사람의 칭찬을 받았다. 거기에 상처투성이인 부친이 아들을 뒤쫓아오자 이번에는 정말로 죽여버리게 되어 사람들의 태도가 갑자기 변한다. 주인공은 아일랜드적 성격을 교묘하게 대표하며, 인간심리의 표리(表裏)를 표현하고 있다.

## 개요
존 밀링턴 싱의 3막 극 ＜서쪽 나라의 멋쟁이＞는 1907년 1월 26일 더블린의 애비 극장에서 초연되었다. 자신이 아버지를 죽였다고 주장하며 도망쳐 온 청년 크리스티의 이야기를 그리고 있다.
한 시골 마을 선술집에 낯선 청년 크리스티가 나타난다. 그는 자신이 아버지를 도끼로 쳐 죽이고 도망 중이라고 주장한다. 마이클은 크리스티의 대담함을 칭찬한다. 마이클의 딸 페긴은 매사 주저하고 우유부단한 약혼자 숀보다 크리스티에게 매력을 느낀다. 하지만 이 마을에서 크리스티에게 매력을 느낀 것은 페긴만은 아니었는데, 약혼녀 페긴을 크리스티에게 뺏길지도 모른다는 위기감에 숀은 과부 퀸에게 크리스티를 유혹해 달라고 부탁하는 등 온 동네 부녀자가 크리스티를 유혹하려 든다. 하지만 크리스티의 아버지 머혼이 사실 부상만 입었을 뿐 멀쩡히 살아 있었음이 밝혀지며 극은 반전을 맞는다.
이 작품은 아일랜드 국민성에 대한 신랄하고 대담한 풍자 때문에 곧 아일랜드 민족주의자와 공화파의 극렬한 반발에 부딪쳤다. 공연을 본 일부 관객은 부친 살해 주제, 폭력적인 장면, 아일랜드 농민에 대한 묘사에 반발해 소동을 일으켰고, 이는 심각한 폭동으로 번지기도 했다. 1911년 미국에서의 공연도 큰 어려움을 겪어야 했다. 뉴욕 개막 공연 당시 객석은 몸싸움과 야유, 날아드는 쓰레기로 아수라장이 되었다.
많은 수난을 겪었지만 이후 이 작품은 아일랜드 민속을 재구성하는 싱의 상상력이 최고로 발휘된 걸작으로 평가되며 영화, 오페라와 뮤지컬 등으로 각색되었다.